# Богословский сельсовет (Тамбовская область)
Богословский сельсовет — муниципальное образование со статусом сельского поселения в составе Тамбовского района Тамбовской области России.
Административный центр — село Богословка.

## История
В соответствии с Законом Тамбовской области от 17 сентября 2004 года № 232-З установлены границы муниципального образования и статус сельсовета как сельского поселения.

## Население
| 2010 | 2012  | 2013 | 2014  | 2015 | 2016 | 2017 |
| ---- | ----- | ---- | ----- | ---- | ---- | ---- |
| 1031 | ↘1026 | ↘998 | ↘983  | ↘966 | ↗972 | ↘949 |
| 2018 | 2019  | 2020 | 2021  |      |      |      |
| ↗952 | ↘940  | ↘935 | ↗1016 |      |      |      |

## Состав сельского поселения
| № | Населённый пункт | Тип населённого пункта       | Население |
| - | ---------------- | ---------------------------- | --------- |
| 1 | Абаносимовка     | деревня                      | 2         |
| 2 | Богословка       | село, административный центр | ↘990      |
| 3 | Елагино          | посёлок                      | 30        |
| 4 | Сухая Липовица   | деревня                      | 6         |
| 5 | Толстовка        | деревня                      | 3         |
| 6 | Чичерино         | посёлок                      | 0         |